# 安仁縣 (交阯)
安仁縣，是明代交阯承宣布政使司順化府順州下轄的一個縣。治所約在今越南廣治省海陵縣境內。

## 沿革
- 漢代為日南郡比景縣地[2]。
- 永樂五年（1407年）六月癸未置，屬順化府順州[3][4][5][6][7][8]。
- 永樂十七年九月丙辰，並利調縣、安仁縣、不蘭縣、巴閬縣四縣入順州[9][10]。